# Walt Disney World Railroad

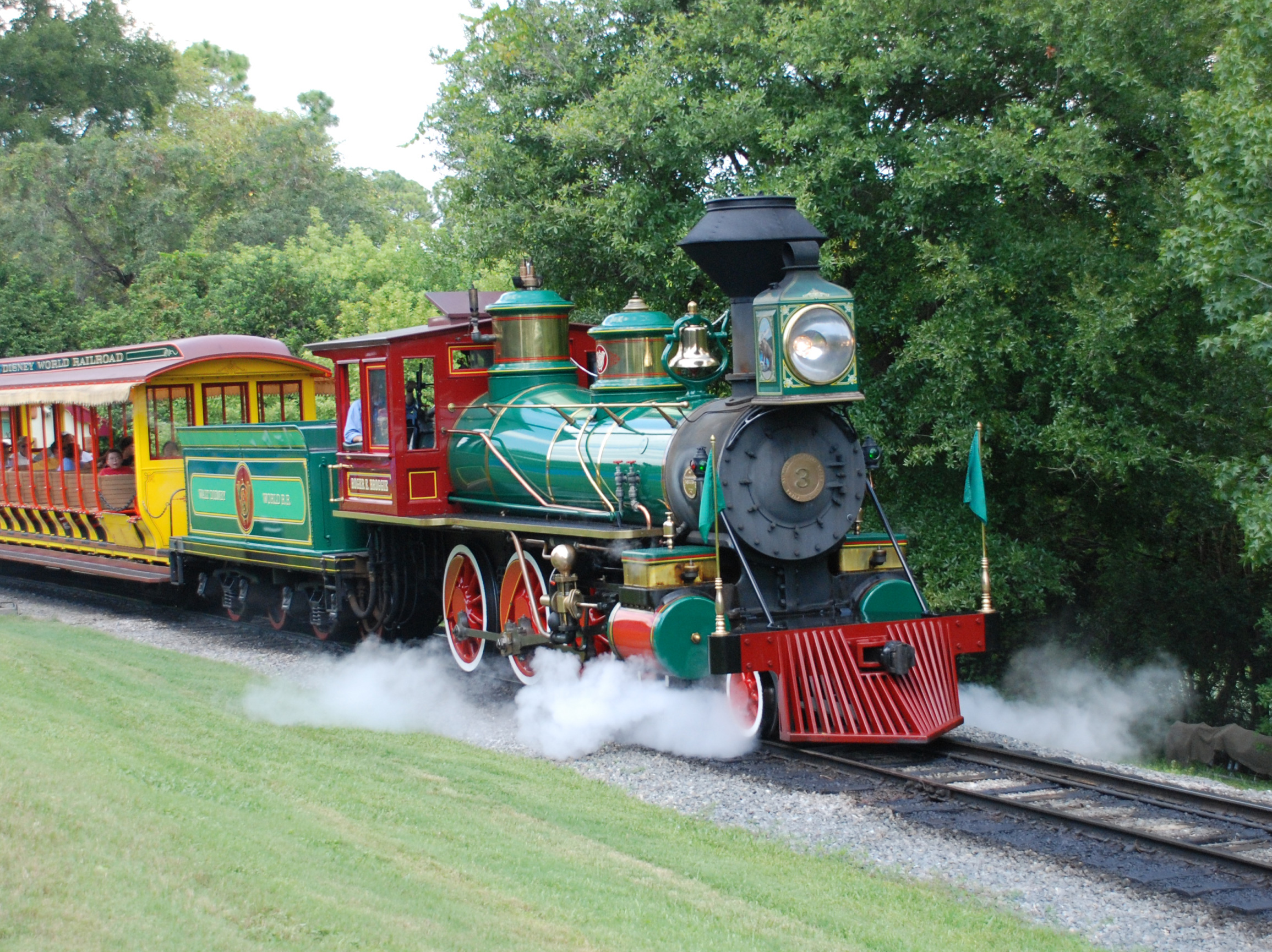
A locomotiva Roger E. Broggie puxando as suas carruagens amarelas da série 300 e soprando vapor.

O Walt Disney World Railroad (WDWRR) é uma ferrovia tradicional de calibre estreito de 3 pés (914 mm) e uma atração localizada no parque temático Magic Kingdom do Walt Disney World em Bay Lake, Flórida, Estados Unidos. O seu percurso tem 2,4 km (1,5 milhas) de comprimento e circunda a maior parte do parque, com estações de trem em três áreas diferentes do parque. A linha férrea, construída pela WED Enterprises, funciona com quatro locomotivas a vapor históricas originalmente construídas pela Baldwin Locomotive Works (BLW) na Filadélfia, Pensilvânia. Cada trem demora cerca de 20 minutos a completar uma viagem de ida e volta no circuito da linha principal do WDWRR. Num dia normal, há dois trens em funcionamento; nos dias de maior movimento, tem três trens.
O desenvolvimento do WDWRR foi liderado por Roger E. Broggie, que também supervisionou a construção Disneyland Railroad na Disneyland em Anaheim, Califórnia. As locomotivas da atração foram adquiridas à Ferrocarriles Unidos de Yucatán, um sistema ferroviário de bitola estreita do México. Depois de serem transportadas para os Estados Unidos, foram alteradas para se assemelharem a locomotivas construídas na década de 1880 e restauradas para condições de funcionamento. Cada locomotiva recebeu também um conjunto de carruagens de passageiros, que foram construídas de raiz.
O WDWRR abriu ao público pela primeira vez a 1 de outubro de 1971, no mesmo dia em que abriu o parque Magic Kingdom. Desde então, o WDWRR tornou-se uma das ferrovias de trem a vapor mais populares do mundo, com cerca de 3,7 milhões de passageiros por ano. Em 7 de julho de 2025, o WDWRR entrou em modo de translação pela primeira vez desde o início da década de 1990, fazendo circular um trem entre as seções Main Street, USA e Fantasyland para acomodar a expansão da Beyond Big Thunder Mountain na seção Frontierland.

## História

### Descobertas no México

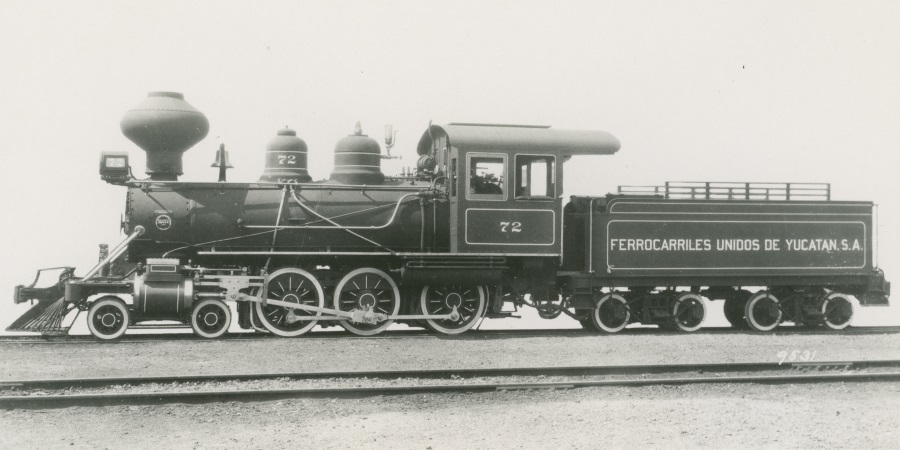
Locomotiva típica de Mérida, Yucatán, México, mais tarde usada na Walt Disney World Railway

Do final da década de 1960 a 1971, Brockie foi responsável pelo desenvolvimento da Walt Disney World Railway. Com base em sua experiência na construção da Disneyland na Califórnia, decidiu-se usar trens a vapor prontos para uso. Ele também soube pelo historiador ferroviário Gerald M. Best que havia locomotivas adequadas disponíveis em Mérida, Yucatan, México. Em 1996, Brockie viajou para Mérida com sua equipe e o especialista em construção de ferrovias Earl Wilmer. Após a inspeção, quatro trens da Baldwin Locomotive Works e um da Pittsburgh Locomotive and Car Works tinham potencial para serem restaurados.
Um total de US$ 32.750 foi pago pelos cinco trens. As locomotivas, juntamente com várias peças de reposição, foram então enviadas de volta aos Estados Unidos por via férrea.

### Reforma na Flórida
Os cinco trens e as peças sobressalentes foram enviados a uma instalação de reparos navais em Tampa, na Flórida, para restauração mecânica e paisagística.  Na época, essa era a instalação de reparos mais próxima da Disney World, na Flórida, e tinha espaço e equipamentos amplos. Foi lá que Earl Wilmer, o superintendente de transportes que acompanhou Brockie ao México, juntamente com Bob Harpur, o engenheiro do projeto, e George Britton, o mecânico-chefe da instalação, foram responsáveis pela conclusão do projeto.
A reforma fez com que o trem parecesse ter sido construído na década de 1880. As caldeiras das quatro locomotivas da Baldwin Locomotive Works foram substituídas por caldeiras menores. O vagão de aço de madeira desgastado também foi substituído por fibra de vidro. Vagões de carvão e água novos foram substituídos, mas os bogies permaneceram originais. Muitas das peças originais menores do trem foram reformadas e mantidas com sucesso, como a cúpula e o sino de latão no topo da caldeira, as rodas e as hastes de acoplamento. A câmara de combustão foi convertida para combustão a diesel. Uma réplica da placa do construtor foi feita para reprodução realista.
Outra não pôde ser restaurada com sucesso. Foi construído em 1902 e é o mais antigo dos cinco trens. Ficou sem uso na Califórnia até ser comprada por um negociante de locomotivas. No entanto, algumas peças foram usadas nos outros quatro trens Baldwin, como a chaminé instalada na Disney World Railway No. 4.

### Abertura até atualidade
Em menos de dois anos, quatro trens foram restaurados e vinte carros de excursão no estilo Narragansett foram construídos. O primeiro conjunto de vagões de excursão foi entregue ao Magic Kingdom em abril de 1971, e o primeiro trem entrou no parque em 15 de maio de 1971. Assim como em 17 de julho de 1955, quando a Disneyland California foi inaugurada, a Walt Disney World Railroad foi a primeira atração a ser construída no Magic Kingdom e funciona até hoje. George Britton reformou os quatro trens. Ele foi o chefe da equipe desde a inauguração da ferrovia até sua aposentadoria em 6 de abril de 2006. Por fim, a Walt Disney World Railway se tornou uma das ferrovias movidas a vapor mais populares do mundo, atraindo cerca de 3,7 milhões de visitantes anualmente.
A Walt Disney World Railroad foi inaugurada inicialmente com a única estação, a Main Street, U.S.A., na entrada do Magic Kingdom, inspirada no estilo pré-vitoriano da estação de Saratoga Springs, Nova Iorque. Com apenas uma parada, os visitantes podiam viajar com o trem durante todo o trajeto. Em 1º de maio de 1972, uma segunda estação, a Frontierland Station, foi inaugurada no Frontierland World, localizada a noroeste do hotel temático e café Melody Time. Essa foi uma das últimas mudanças que Brockie fez na Walt Disney World Railroad antes de sua aposentadoria em 1º de outubro de 1973. Em novembro de 1990, a antiga Sidewinderland Station foi demolida para a construção da nova Splash Mountain e, em dezembro de 1991, a nova Sidewinderland Station foi inaugurada ao norte do local da estação original. Durante a construção da Splash Mountain e da atual Borderland Station, a ferrovia foi temporariamente renomeada como Retrograde Express, com apenas um trem circulando e somente entre a seção Main Street, USA e a seção Mickey Starfield. De 1976 a 1977, a Auto Train patrocinou a Walt Disney World Railway.

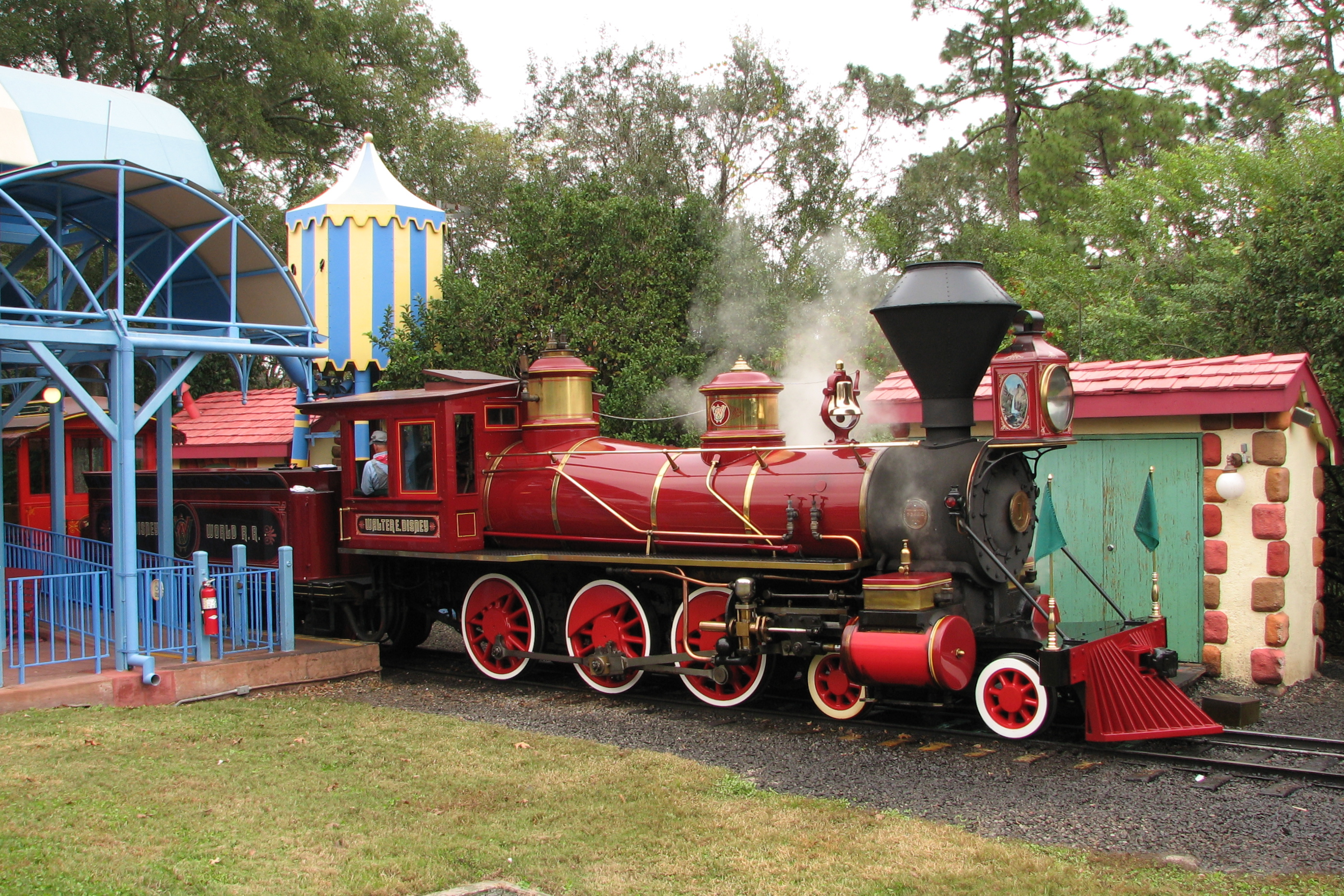
Mickey's Toontown Station no Walt Disney World Railroad em 2008, que se tornou Fantasyland Station em 2012

Em 18 de junho de 1988, a terceira Mickey's Birthdayland Station foi inaugurada no Magic Kingdom, adjacente à Fantasyland, e a ferrovia foi renomeada como Mickey's Birthdayland Express. Em 1990, o nome foi alterado para Mickey's Starland; em 1996, o nome foi alterado para Mickey's Toontown, sem alterações estruturais. Em 2004, a estação foi demolida e reconstruída, deixando o exterior inalterado; Em 11 de fevereiro de 2011, a Mickey's Toontown foi parcialmente fechada para o novo Storybook Circus, como parte de uma expansão realizada pela Fantasyland. Em 12 de março de 2012, a Fantasyland Station foi aberta ao público no mesmo local da antiga Mickey's Toontown Station. Em abril de 2012, a torre de água e o prédio de manutenção ao lado da Fantasyland Station foram reformados para combinar com o novo design da estação. Em 3 de dezembro de 2018, a ferrovia foi temporariamente fechada devido ao excesso de construção da montanha-russa Tomorrowland Genesis.